# Staryj Sałtiw
Staryj Sałtiw (ukr. Старий Салтів) – osiedle typu miejskiego na Ukrainie, w obwodzie charkowskim, w rejonie wołczańskim. W 2019 roku liczyło ok. 3,5 tys. mieszkańców.

## Obiekty
W miejscowości znajdują się m.in. szkoła, przychodnia lekarska, dom kultury, mleczarnia, warsztaty maszynowo-traktorowe oraz rolnicze.